# آلبیان حیدری
آلبیان حیدری (انگلیسی: Albian Hajdari؛ زادهٔ ۱۸ مهٔ ۲۰۰۳) بازیکن فوتبال اهل سوئیس است که در پست مدافع برای باشگاه فوتبال زیر ۲۳ سال یوونتوس بازی می‌کند.
وی همچنین در تیم‌های ملی فوتبال زیر ۱۶ سال و زیر ۱۷ سال سوئیس بازی کرده‌است.